# O.S.S.-VOLO
O.S.S.-VOLO is een atletiekvereniging uit 's-Hertogenbosch.

## Historie
De vereniging is opgericht op 14 mei 1922. De club is aangesloten bij de Atletiekunie en ligt in atletiekregio 15, Noord-Oost Brabant. De club heeft ongeveer 300 leden. De clubkleuren zijn geel en zwart.

## Accommodatie
De accommodatie van de club bevindt zich op sportpark De Schutskamp aan de Eendenkooi 13 te 's Hertogenbosch. De atletiekbaan heeft 6 rondbanen.

## Evenementen

### Jeroen Bosch loop
O.S.S. Volo organiseert elk jaar de trimloop Jeroen Bosch loop. Bijzonder is dat deze altijd rond 21 juni plaatsvindt. Daardoor kan ze door de week 's avonds bij daglicht gelopen worden. Het is een groot evenement met bijna 1000 deelnemers. Het trekt relatief zeer veel deelnemers van lokale atletiekverenigingen en loopgroepen, zoals O.S.S. Volo zelf, Prins Hendrik, DAK en Loopgroep Rosmalen. In 2019 werd de 17e editie gelopen. Afstanden zijn 5 of 10 kilometer. Voor kinderen 500 of 1000 meter.

### Engelermeercross
De Engelermeercross is de trail loop die door O.S.S. Volo georganiseerd wordt. Het is een evenement dat in december plaatsvindt, op een meestal nat en modderig circuit rond het Engelermeer. Er zijn doorgaans iets meer dan 200 deelnemers. In december 2018 werd de 22e editie gelopen. De volgende editie was op 12 december 2019. Op 13 december 2020 werd de Engelermeercross afgelast i.v.m. met de Covid epidemie. De editie van 12 december 2021, ging door. Wel werd de deelnemers om een QR code gevraagd, en was er geen publiek.

## Bekende oud-atleten
- Erik Cadée